# Breuville
Breuville est une commune française située dans le département de la Manche en région Normandie, peuplée de 405 habitants.

## Géographie

### Localisation
La commune est située au centre-ouest de la péninsule du Cotentin. Son bourg est à 10 km au nord de Bricquebec, à 12 km à l'est des Pieux, à 14 km au sud de Cherbourg et à 18 km à l'ouest de Valognes.
Les communes limitrophes sont Couville, Bricquebosq, Brix, Rauville-la-Bigot et Saint-Martin-le-Gréard.

### Hydrographie
La commune est située dans le bassin Seine-Normandie. Elle est drainée par la Douve, le Marvis, le ruisseau des Montvasons, le cours d'eau 01 de Belleville, le cours d'eau 01 de la Sauvagerie, le cours d'eau 01 des Fleurys, le cours d'eau 01 des Montvasons et le ruisseau du Plave,,.
La Douve, d'une longueur de 79 km, prend sa source dans la commune de Tollevast et se jette dans la baie de Seine à Carentan-les-Marais, après avoir traversé 28 communes. Son débit moyen mensuel est de 1,29 m3/s. Le débit moyen journalier maximum est de 19,4 m3/s, atteint lors de la crue du 2 janvier 2024. Le débit instantané maximal est quant à lui de 34,1 m3/s, atteint le 11 décembre 2017.

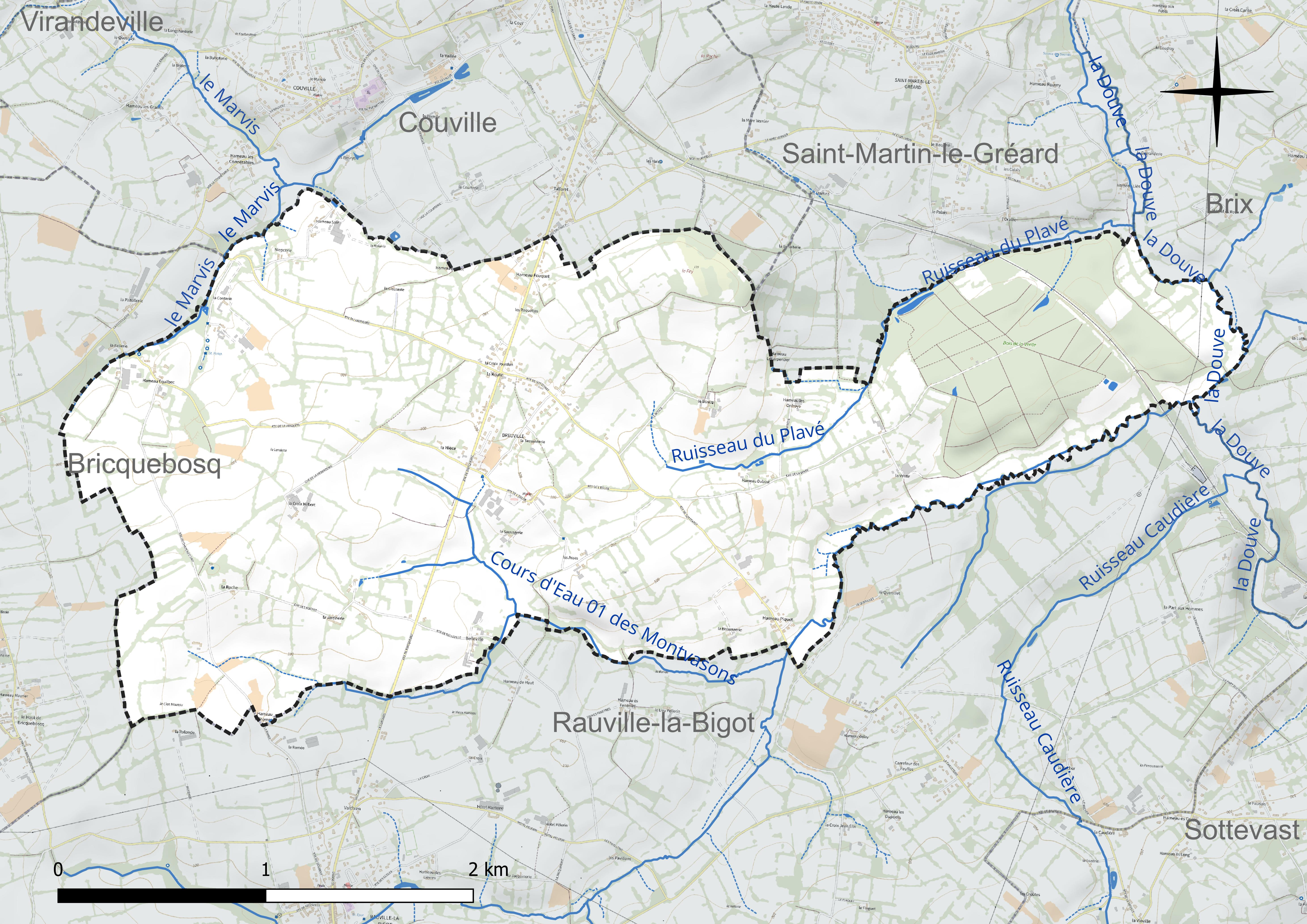
Réseau hydrographique de Breuville.

### Climat
Pour des articles plus généraux, voir Climat de la Normandie et Climat de la Manche.
En 2010, le climat de la commune est de type climat océanique franc, selon une étude du CNRS s'appuyant sur une série de données couvrant la période 1971-2000. En 2020, Météo-France publie une typologie des climats de la France métropolitaine dans laquelle la commune est exposée à un climat océanique et est dans la région climatique  Normandie (Cotentin, Orne), caractérisée par une pluviométrie relativement élevée (850 mm/a) et un été frais (15,5 °C) et venté.
Pour la période 1971-2000, la température annuelle moyenne est de 10,8 °C, avec une amplitude thermique annuelle de 11,4 °C. Le cumul annuel moyen de précipitations est de 971 mm, avec 14 jours de précipitations en janvier et 8,2 jours en juillet. Pour la période 1991-2020, la température moyenne annuelle observée sur la station météorologique la plus proche, située sur la commune de Cherbourg-en-Cotentin à 12 km à vol d'oiseau, est de 12,1 °C et le cumul annuel moyen de précipitations est de 963,9 mm,. Pour l'avenir, les paramètres climatiques de la commune estimés pour 2050 selon différents scénarios d'émission de gaz à effet de serre sont consultables sur un site dédié publié par Météo-France en novembre 2022.

## Urbanisme

### Typologie
Au 1er janvier 2024, Breuville est catégorisée commune rurale à habitat dispersé, selon la nouvelle grille communale de densité à sept niveaux définie par l'Insee en 2022.
Elle est située hors unité urbaine.
Par ailleurs la commune fait partie de l'aire d'attraction de Cherbourg-en-Cotentin, dont elle est une commune de la couronne,. Cette aire, qui regroupe 77 communes, est catégorisée dans les aires de 50 000 à moins de 200 000 habitants,.

### Occupation des sols

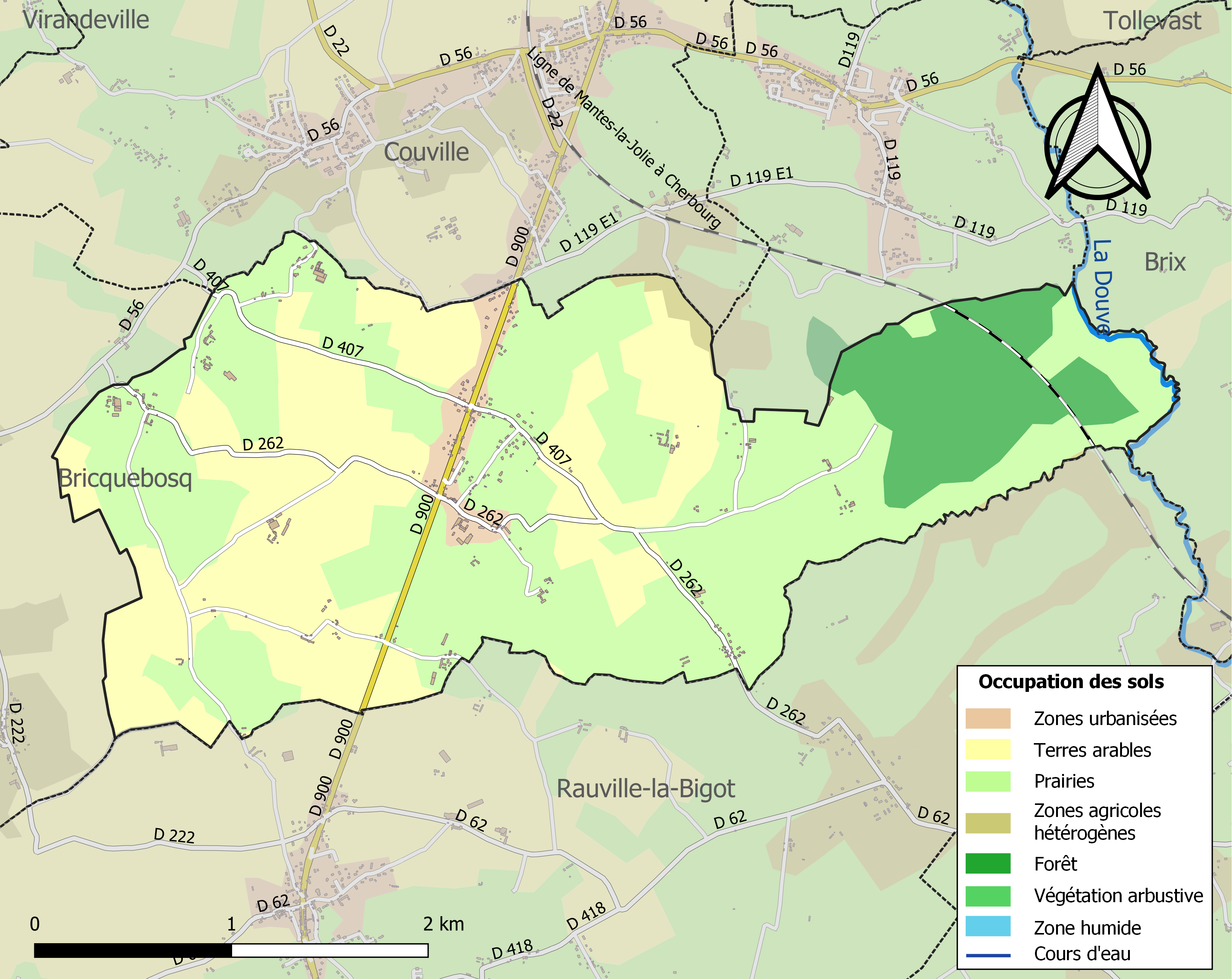
Carte des infrastructures et de l'occupation des sols de la commune en 2018 (CLC).

L'occupation des sols de la commune, telle qu'elle ressort de la base de données européenne d'occupation biophysique des sols Corine Land Cover (CLC), est marquée par l'importance des territoires agricoles (87,3 % en 2018), une proportion sensiblement équivalente à celle de 1990 (87 %).
La répartition détaillée en 2018 est la suivante : prairies (54,8 %), terres arables (31,7 %), forêts (9,9 %), zones urbanisées (2,8 %), zones agricoles hétérogènes (0,8 %).
L'évolution de l'occupation des sols de la commune et de ses infrastructures peut être observée sur les différentes représentations cartographiques du territoire : la carte de Cassini (XVIIIe siècle), la carte d'état-major (1820-1866) et les cartes ou photos aériennes de l'IGN pour la période actuelle (1950 à aujourd'hui).

## Toponymie
Le nom de la localité est attesté sous les formes Bojorodevilla vers 1000, Beurrelvilla puis Bureuvilla au XIIe siècle, Borroevilla en 1220, Berreevilla en 1236, Berroevilla et Buerreuvilla en 1238 et Berrovilla vers 1280.
Le toponyme peut être issu d'un anthroponyme germanique — voire norrois — tel que *Boiohrod, Berulf, Boroaldus ou Borelles.
François de Beaurepaire et René Lepelley qui ne valident pas cette hypothèse et exprime une incertitude, cet élément reste indéterminé. Le second élément est l'ancien français vile dans son sens originel de « domaine rural » issu du latin villa rustica.
En définitive, aucune hypothèse n'apparaît comme satisfaisante. Pour rendre compte au mieux des formes anciennes, il faudrait poser un anthroponyme germanique non attesté, ce qui est toujours la moins bonne des solutions, d'un point de vue méthodologique : on crée en effet une solution, qui n'a d'autre justification que la volonté de trouver une explication à tout prix. Abstenons nous de le faire ici.

## Histoire

### Temps modernes
En 1567, Richard Symon, sieur de Breuville, est taxé pour ce fief de 6 livres dans le rôle des nobles et roturiers, au titre du ban et de l'arrière ban de la vicomté de Coutances, réalisé par Gilles Dancel, seigneur d'Audouville, lieutenant général du bailli de Cotentin, tenu à Coutances les 20-22 octobre. Le fief de Breuville, qui valait un quart de fief de haubert et relevait de la baronnie d'Orglandes, avait une extension à Rauville-la-Bigot.

## Politique et administration
| Période                                  | Période  | Identité                                             | Étiquette | Qualité      |
| ---------------------------------------- | -------- | ---------------------------------------------------- | --------- | ------------ |
| 1792                                     | 1800     | Jean Tesson                                          |           |              |
| 1800                                     | 1816     | Jean Pierre Bonnissent Deslonchamps                  |           | Laboureur    |
| 1816                                     | 1826     | François Hébert Durocher                             |           |              |
| 1826                                     | 1845     | Pierre Bienaimé Bonnissent Desvallées                |           | Cultivateur  |
| 1845                                     | 1848     | Jean Pierre Laniepce                                 |           |              |
| 1848                                     | 1853     | Guillaume Augustin Feuardent                         |           | Cultivateur  |
| 1854                                     | 1857     | Pierre Le Sauvage                                    |           |              |
| 1857                                     | 1862     | Jean Pierre Auguste Bienaimé Bonnissent Deslonchamps |           | Cultivateur  |
| 1862                                     | 1865     | Célestin Hainneville                                 |           | Cultivateur  |
| 1866                                     | 1888     | Jean Pierre Auguste Bienaimé Bonnissent Deslonchamps |           | Cultivateur  |
| 1889                                     | 1898     | Jules Lemarinel                                      |           | Propriétaire |
| 1898                                     | 1901     | Jean Pierre Guillaume Jeanne                         |           | Cultivateur  |
| 1901                                     | 1903     | Jacques Hamel Dumilly                                |           |              |
| 1904                                     | 1907     | Jean François Néel                                   |           |              |
| 1907                                     | 1932     | Pierre Louis Auguste Leboisselier                    |           |              |
| 1932                                     | 1932     | Alphonse Jean Maurice Jourdan                        |           |              |
| 1932                                     | 1945     | Gaston Paul Henri Bonnissent                         |           | Agriculteur  |
| 1945                                     | 1963     | Edmond Paul Alphonse Jourdan                         |           | Agriculteur  |
| 1963                                     | 1971     | Augustin Joseph Léonard Eustace                      |           |              |
| 1972                                     | 1977     | Louis Brisset                                        |           |              |
| 1977                                     | 2008     | Bernard Jourdan                                      |           |              |
| 2008                                     | mai 2020 | Germaine Lahaye                                      |           | Agricultrice |
| mai 2020                                 | En cours | Jean-Pierre Poignant                                 | SE        | Douanier     |
| Les données manquantes sont à compléter. |          |                                                      |           |              |

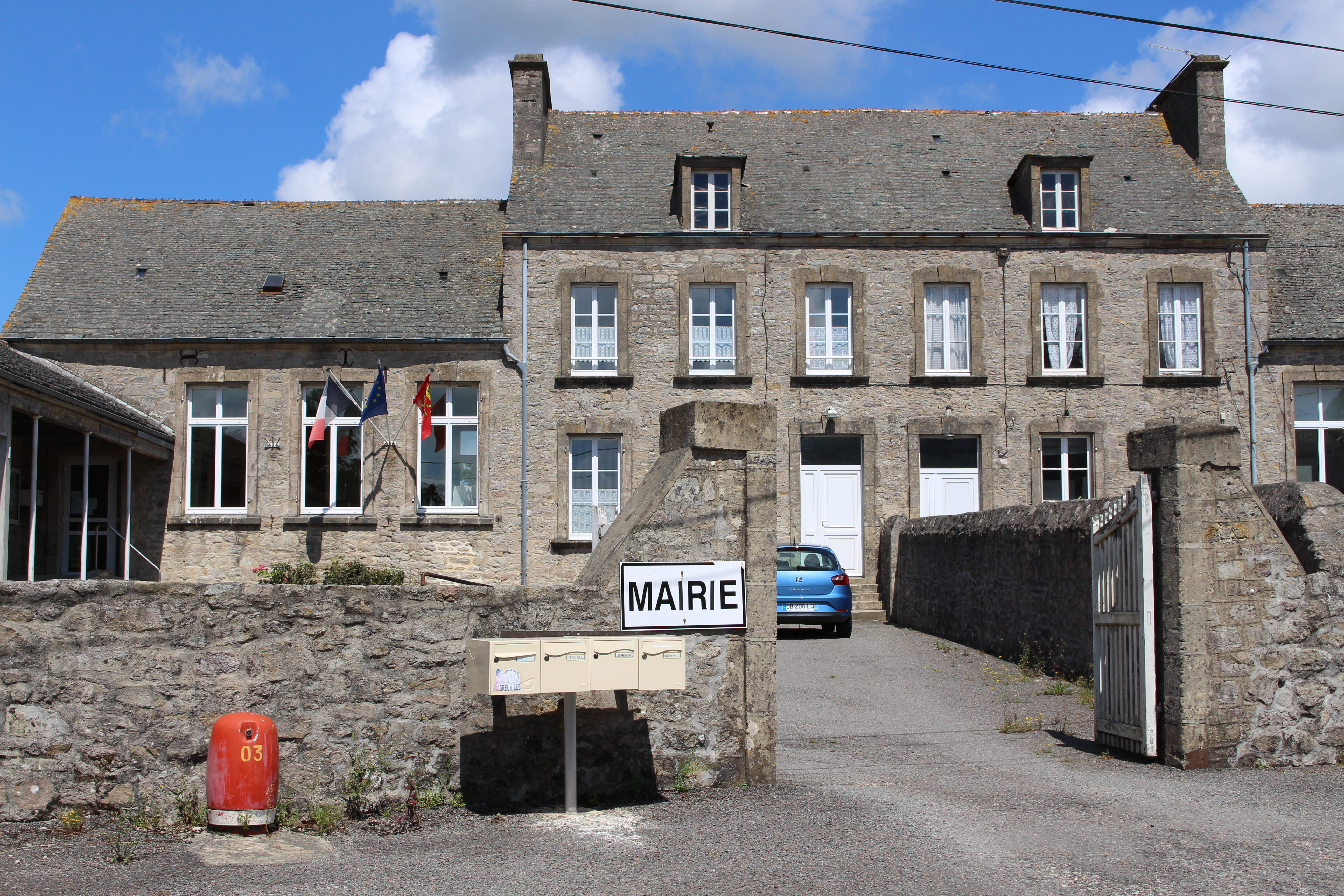
La mairie.

Le conseil municipal est composé de onze membres dont le maire et deux adjoints.

## Population et société
Les habitants de la commune sont appelés les Breuvillais.

### Démographie
L'évolution du nombre d'habitants est connue à travers les recensements de la population effectués dans la commune depuis 1793. Pour les communes de moins de 10 000 habitants, une enquête de recensement portant sur toute la population est réalisée tous les cinq ans, les populations de référence des années intermédiaires étant quant à elles estimées par interpolation ou extrapolation. Pour la commune, le premier recensement exhaustif entrant dans le cadre du nouveau dispositif a été réalisé en 2005.
En 2022, la commune comptait 405 habitants, en évolution de −3,8 % par rapport à 2016 (Manche : −0,31 %, France hors Mayotte : +2,11 %).
Breuville a compté jusqu'à 523 habitants en 1841.
| 1793 | 1800 | 1806 | 1821 | 1831 | 1836 | 1841 | 1846 | 1851 |
| ---- | ---- | ---- | ---- | ---- | ---- | ---- | ---- | ---- |
| 444  | 409  | 479  | 456  | 513  | 516  | 523  | 489  | 503  |

| 1856 | 1861 | 1866 | 1872 | 1876 | 1881 | 1886 | 1891 | 1896 |
| ---- | ---- | ---- | ---- | ---- | ---- | ---- | ---- | ---- |
| 440  | 454  | 452  | 452  | 445  | 455  | 410  | 407  | 379  |

| 1901 | 1906 | 1911 | 1921 | 1926 | 1931 | 1936 | 1946 | 1954 |
| ---- | ---- | ---- | ---- | ---- | ---- | ---- | ---- | ---- |
| 395  | 361  | 362  | 319  | 281  | 270  | 273  | 290  | 276  |

| 1962 | 1968 | 1975 | 1982 | 1990 | 1999 | 2005 | 2006 | 2010 |
| ---- | ---- | ---- | ---- | ---- | ---- | ---- | ---- | ---- |
| 266  | 238  | 221  | 292  | 361  | 351  | 376  | 386  | 378  |

| 2015 | 2020 | 2022 | - | - | - | - | - | - |
| ---- | ---- | ---- | - | - | - | - | - | - |
| 422  | 402  | 405  | - | - | - | - | - | - |

## Culture locale et patrimoine

### Lieux et monuments
- Église Saint-Pierre (XIe, XIIe, XVIe refaite au XVIIIe siècle) de style roman, restaurée en 1950 par l'architecte Galopin, avec son avant-porche gothique. Des pierres de la nef ont été replacées en épi dans le style roman du XIIe siècle. Elle abrite des fonts baptismaux du XIIe classés au titre objet aux monuments historiques[35]. Sont également conservés une statue de saint Siméon (XVIe) et une verrière (1953) de Jacques Bony[25]. À l'intérieur on peut voir sur une retombée d'ogive une croix de Malte[36].
- Croix de chemin dites de la Bédoyère (XIXe siècle) et la Croix Jourdan (XVIIIe siècle).
- Deux croix de cimetière (XVIIIe et XIXe siècles).
- Fermes-manoirs du Boscq et des Conteries.
- Manoir de Breuville.
- Lavoir rue de l'Église.
- Caverne dite la Chambre aux fées ou du loup ou au Capucin à la Roque de Breuville. Une légende dit que la roche tourne trois fois quand elle entend sonner la messe de minuit. Au début du XIXe siècle, on pouvait encore voir, à proximité de la caverne, un menhir d'une hauteur d'homme[25].

### Personnalités liées à la commune
- Pierre Hébert, (1742 à Breuville - 1794)[25], abbé réfractaire, fut guillotiné le 25 juillet 1794 à Paris avec les poètes André Chénier et Jean-Antoine Roucher[25]. Jean-Baptiste Hébert, son frère, curé d'Omonville-la-Petite émigrera en Angleterre et sa sœur, enseigna à l'école de Breuville. Leur neveu, Alexandre Hébert, sera ordonné prêtre à Londres[25].

### Héraldique
| Blason de Breuville | Blason  | Écartelé : au 1er de gueules à deux léopards d'or armés et lampassés d'azur l'un au-dessus de l'autre, au 2e d'azur à un chêne au naturel et englanté d'or, au 3e d'azur à un bidon de lait d'argent chargé d'un bandeau d'or posé en barre, au 4e de gueules à une rosace du champ, cerclée d'or, bordée intérieurement de vingt-trois demi-besants d'or cerclés d'argent, et chargée en cœur d'un besant d'or entouré de six trilobes (tiercefeuilles) alternativement d'argent et d'azur, ces derniers, renversés. |
| Blason de Breuville | Détails | Les léopards évoquent les armes de la Normandie ; le chêne rappelle que la commune est boisée, le bidon de lait l'activité laitière et la rosace est celle de l'église locale. Adopté en juin 2021. |